# Série mondiale 2003
La Série mondiale 2003 était la 99e série finale des Ligues majeures de baseball. Elle a débuté le 18 octobre 2003 et opposait les champions de la Ligue nationale, les Marlins de la Floride, aux champions de la Ligue américaine, les Yankees de New York.
Cette série 4 de 7 s'est terminée le 25 octobre 2003 par une victoire des Marlins, quatre parties à deux sur les Yankees. L'équipe de la Floride remportait la deuxième Série mondiale de son histoire, alors que les Yankees échouaient pour la deuxième fois en trois ans en grande finale. 
Cette série de 2003 marque la dernière présence en Série mondiale des Yankees, qui avaient pris part à la classique automnale six fois en huit ans entre 1996 et 2003, remportant au cours de cette séquence quatre titres mondiaux.

## Équipes en présence
Les Yankees de New York remportèrent pour la sixième année de suite le championnat de la division Est de la Ligue américaine avec une fiche de 101 victoires et 61 défaites, se qualifiant par le fait même en séries éliminatoires pour une huitième saison consécutive. Opposés aux Twins du Minnesota (90-72, champions de la division Centrale) en Série de division, ils l'emportèrent quatre parties à une. En Série de championnat, les Yankees se mesurèrent aux Red Sox de Boston, qualifiés comme meilleurs deuxièmes et tombeurs en première ronde des Athletics d'Oakland (96-66, champions de l'Ouest) en quatre parties. Au second tour, New York élimina Boston en sept rencontres.
Les Marlins de la Floride connurent un début de saison 2003 difficile, n'inscrivant que 19 victoires à leur 48 premières parties, après quoi ils congédièrent leur gérant Jeff Torborg pour le remplacer par Jack McKeon. Sous les ordres de leur nouveau manager, ils conservèrent un dossier de 75-49 pour ultimement se qualifier comme meilleur deuxième de la Ligue nationale avec un dossier de 91-71, dix matchs derrière les Braves d'Atlanta (101-61), champions dans l'Est. 
En Série de division, les Marlins perdirent leur premier match mais surprirent les champions en titre de la ligue, les Giants de San Francisco (100-62, premiers dans la division Ouest), trois parties à une. Les Braves tombèrent eux aussi au premier tour, s'inclinant après quatre matchs devant les Cubs de Chicago (88-74, champions de la section Centrale). Dans une Série de championnat marquée par un jeu controversé, soit l'incident de Steve Bartman, les Marlins comblèrent un retard de 1-3 dans la série pour enlever les honneurs de leur affrontement contre les Cubs, quatre gains à trois.
Les Yankees participaient aux séries mondiales pour la 39e fois de leur histoire (un record), eux qui comptaient déjà 26 titres (un autre record). L'équipe du Bronx se rendait ainsi en finale pour la sixième fois en huit ans, ayant perdu contre les Diamondbacks de l'Arizona à leur dernière tentative en 2001. Leur dernier titre datait de 2000. 
Quant aux Marlins, ils prenaient part en 2003 à leur seconde série mondiale, leur précédente participation s'étant terminée par une victoire en 1997.

## Déroulement de la Série

### Calendrier des rencontres
| Match | Date       | Visiteur              | Hôte                  | Score              |
| ----- | ---------- | --------------------- | --------------------- | ------------------ |
| 1     | 18 octobre | Marlins de la Floride | Yankees de New York   | 3 - 2              |
| 2     | 19 octobre | Marlins de la Floride | Yankees de New York   | 1 - 6              |
| 3     | 21 octobre | Yankees de New York   | Marlins de la Floride | 6 - 1              |
| 4     | 22 octobre | Yankees de New York   | Marlins de la Floride | 3 - 4 (12 manches) |
| 5     | 23 octobre | Yankees de New York   | Marlins de la Floride | 4 - 6              |
| 6     | 25 octobre | Marlins de la Floride | Yankees de New York   | 2 - 0              |

### Match 1
Samedi 18 octobre 2003 au Yankee Stadium, New York, NY.
| Marlins de la Floride | 1 | 0 | 0 | 0 | 2 | 0 | 0 | 0 | 0 | 3 | 7 | 1 |
| Yankees de New York | 0 | 0 | 1 | 0 | 0 | 1 | 0 | 0 | 0 | 2 | 9 | 0 |
| Lanceurs partants : FL : Brad Penny NYY : David Wells Vic. : Brad Penny (1-0) Déf. : David Wells (0-1) Sauv. : Ugueth Urbina (1) HRs: NYY : Bernie Williams (1) |   |   |   |   |   |   |   |   |   |   |   |   |

Trois lanceurs, soit le partant - et lanceur gagnant - Brad Penny et les releveurs Dontrelle Willis et Ugueth Urbina, limitèrent la puissante attaque des Yankees à deux coups sûrs dans un gain des Marlins, 3 à 2. Les Yankees perdaient un premier match de série mondiale à domicile depuis l'affrontement #2 de la Série mondiale 1996 contre Atlanta. Dans la défaite, Bernie Williams cogna un coup de circuit en solo, égalant un record de Mickey Mantle et Reggie Jackson avec 18 longues balles en parties d'après-saison.

### Match 2
Dimanche 19 octobre 2003 au Yankee Stadium, New York, NY.
| Marlins de la Floride | 0 | 0 | 0 | 0 | 0 | 0 | 0 | 0 | 1 | 0 | 0  | 0 |
| Yankees de New York | 3 | 1 | 0 | 2 | 0 | 0 | 0 | 0 | X | 6 | 10 | 2 |
| Lanceurs partants : FL : Mark Redman NYY : Andy Pettitte Vic. : Andy Pettitte (1-0) Déf. : Mark Redman (0-1) HRs: NYY : Hideki Matsui (1), Alfonso Soriano (1) |   |   |   |   |   |   |   |   |   |   |    |   |

Hideki Matsui devint le premier joueur de baseball originaire du Japon à claquer un circuit en séries mondiales. Avec un coup de trois points, le voltigeur de gauche des Yankees produisit la moitié des points de son équipe dans une victoire de 6 à 1. Le lanceur gagnant Andy Pettitte n'accorda aucun point mérité et seulement six coups sûrs en 8 manches et deux tiers lancées.
Cette victoire fut le dernier gain des Yankees en Série mondiale dans l'histoire du Yankee Stadium.

### Match 3
Mardi 21 octobre 2003 au Pro Player Stadium, Miami, Floride.
| Yankees de New York | 0 | 0 | 0 | 1 | 0 | 0 | 0 | 1 | 4 | 6 | 6 | 1 |
| Marlins de la Floride | 1 | 0 | 0 | 0 | 0 | 0 | 0 | 0 | 0 | 1 | 8 | 0 |
| Lanceurs partants : NYY : Mike Mussina FL : Josh Beckett Vic. : Mike Mussina (1-0) Déf. : Josh Beckett (0-1) Sauv. : Mariano Rivera (1) HRs : NYY : Aaron Boone (1), Bernie Williams (2) |   |   |   |   |   |   |   |   |   |   |   |   |

Les lanceurs partants Josh Beckett, des Marlins, et Mike Mussina, des Yankees, furent dominants pendant la majeure partie de la rencontre. Ce fut Hideki Matsui qui brisa l'égalité de 1-1 en 8e manche avec un simple contre le releveur Dontrelle Willis. Les Yankees marquèrent quatre fois en début de 9e grâce à un circuit en solo d'Aaron Boone et un autre de trois points de Bernie Williams. Mariano Rivera enregistra un sauvetage en lançant la neuvième dans ce gain de 6-1.

### Match 4
Mercredi 22 octobre 2003 au Pro Player Stadium, Miami, Floride.
| Yankees de New York | 0 | 1 | 0 | 0 | 0 | 0 | 0 | 0 | 2 | 0 | 0 | 0 | 3 | 12 | 0 |
| Marlins de la Floride | 3 | 0 | 0 | 0 | 0 | 0 | 0 | 0 | 0 | 0 | 0 | 1 | 4 | 10 | 0 |
| Lanceurs partants : NYY : Roger Clemens FL : Carl Pavano Vic. : Braden Looper (1-0) Déf. : Jeff Weaver (0-1) HRs: FL : Miguel Cabrera (1), Alex S. Gonzalez (1) |   |   |   |   |   |   |   |   |   |   |   |   |   |    |   |

La Floride prit les devants 3-0 dès la première manche contre le vétéran lanceur Roger Clemens. Miguel Cabrera frappa un circuit en solo et Derrek Lee un simple bon pour deux points. Clemens se ressaisit après ce mauvais départ et blanchit les Marlins pendant les six manches suivantes. Son opposant, Carl Pavano, fut brillant. Il n'alloua qu'un point en huit manches.
Ugueth Urbina gâcha cependant la sortie de Pavano en permettant aux Yankees de créer l'égalité en 9e manche sur un triple de deux points de Rubén Sierra. 
Il fallut attendre la 12e manche pour voir les Marlins se sauver avec la victoire alors qu'Alex Gonzalez frappa un circuit contre Jeff Weaver, procurant aux champions de la Nationale une victoire de 4-3.

### Match 5
Jeudi 23 octobre 2003 au Pro Player Stadium, Miami, Floride.
| Yankees de New York | 1 | 0 | 0 | 0 | 0 | 0 | 1 | 0 | 2 | 4 | 12 | 1 |
| Marlins de la Floride | 0 | 3 | 0 | 1 | 2 | 0 | 0 | 0 | X | 6 | 9  | 1 |
| Lanceurs partants : NYY : David Wells FL : Brad Penny Vic. : Brad Penny (2-0) Déf. : Jose Contreras (0-1) Sauv. : Ugueth Urbina (2) HRs : NYY : Jason Giambi (1) |   |   |   |   |   |   |   |   |   |   |    |   |

Les Yankees entreprirent le match #5 sans deux de leurs réguliers : Jason Giambi, blessé à une jambe, et Alfonso Soriano, dont la performance depuis le début de la série avait incité le gérant Joe Torre à le laisser de côté. Le partant des New-yorkais, David Wells, souffrit de spasmes au dos et fut retiré du match après seulement une manche lancée.
L'offensive des Marlins produisit trois points en deuxième manche, un autre en troisième et deux points non mérités en cinquième, en route vers un gain de 6-4 qui ne les plaçait qu'à une victoire du titre.

### Match 6
Samedi 25 octobre 2003 au Yankee Stadium, New York, NY.
| Marlins de la Floride                                                                                          | 0 | 0 | 0 | 0 | 1 | 1 | 0 | 0 | 0 | 2 | 7 | 0 |
| Yankees de New York                                                                                            | 0 | 0 | 0 | 0 | 0 | 0 | 0 | 0 | 0 | 0 | 5 | 1 |
| Lanceurs partants : FL : Josh Beckett NYY : Andy Pettitte Vic. : Josh Beckett (1-1) Déf. : Andy Pettitte (1-1) |   |   |   |   |   |   |   |   |   |   |   |   |

Les Marlins devinrent la première équipe depuis les Dodgers de 1981 à remporter le titre sur le terrain des Yankees. Avec la fermeture du Yankee Stadium en septembre 2008, ce fut également la dernière partie de série mondiale à être disputée dans ce stade légendaire.
L'équipe de la Floride envoya au monticule pour le match #6 le jeune Josh Beckett, lançant avec seulement trois jours de repos. La stratégie porta ses fruits puisque l'artilleur de 23 ans lança un match complet et un jeu blanc, n'accordant que cinq coups sûrs et retirant neuf frappeurs adverses sur des prises en neuf manches.
Les points des Marlins furent produits par Lance Castillo (simple en 5e manche) et Juan Encarnacion (ballon-sacrifice en 6e). La Floride l'emporta 2-0 et fut sacrée championne du baseball majeur.
Cette rencontre était le 100e match de série mondiale présenté au Yankee Stadium, et il fut également le dernier dans l'histoire du stade légendaire, qui ferma ses portes et fut démoli en 2008.

## Joueur par excellence
Malgré le fait qu'il ait été le lanceur perdant du match #3, Josh Beckett fut élu joueur par excellence de la Série mondiale 2003. Le droitier des Marlins de la Floride présenta une moyenne de points mérités d'à peine 1,16 avec 19 retraits au bâton en 16 manches et deux tiers au monticule. En remportant le match #6, il devint le premier joueur depuis Jack Morris des Twins du Minnesota de 1991 à blanchir l'adversaire pendant un match complet en série mondiale.

## Faits notables
- Les Marlins ont remporté la série mondiale de 2003 en ayant marqué moins de points (17) que leurs adversaires (21).
- Les Marlins furent la première équipe depuis la création des Séries de division à remporter les grands honneurs sans avoir bénéficié de l'avantage du terrain pour aucune des rondes éliminatoires. L'exploit n'a depuis été répété qu'une fois, par les Cardinals de Saint-Louis en 2006.